# NGC 130
NGC 130 (ook wel PGC 1794, MCG 0-2-52 of ZWG 383.29) is een elliptisch sterrenstelsel in het sterrenbeeld Vissen.
NGC 130 werd op 4 november 1850 ontdekt door Bindon Blood Stoney (1828-1909), assistent van de Ierse astronoom William Parsons.

## Ecliptica
Het stelsel NGC 130 bevindt zich betrekkelijk dicht bij de Ecliptica, hetgeen betekent dat het, vanaf de Aarde gezien, regelmatig bezoek krijgt van de planeten van het Zonnestelsel, alsook bedekt kan worden door de Maan.